# Belisar

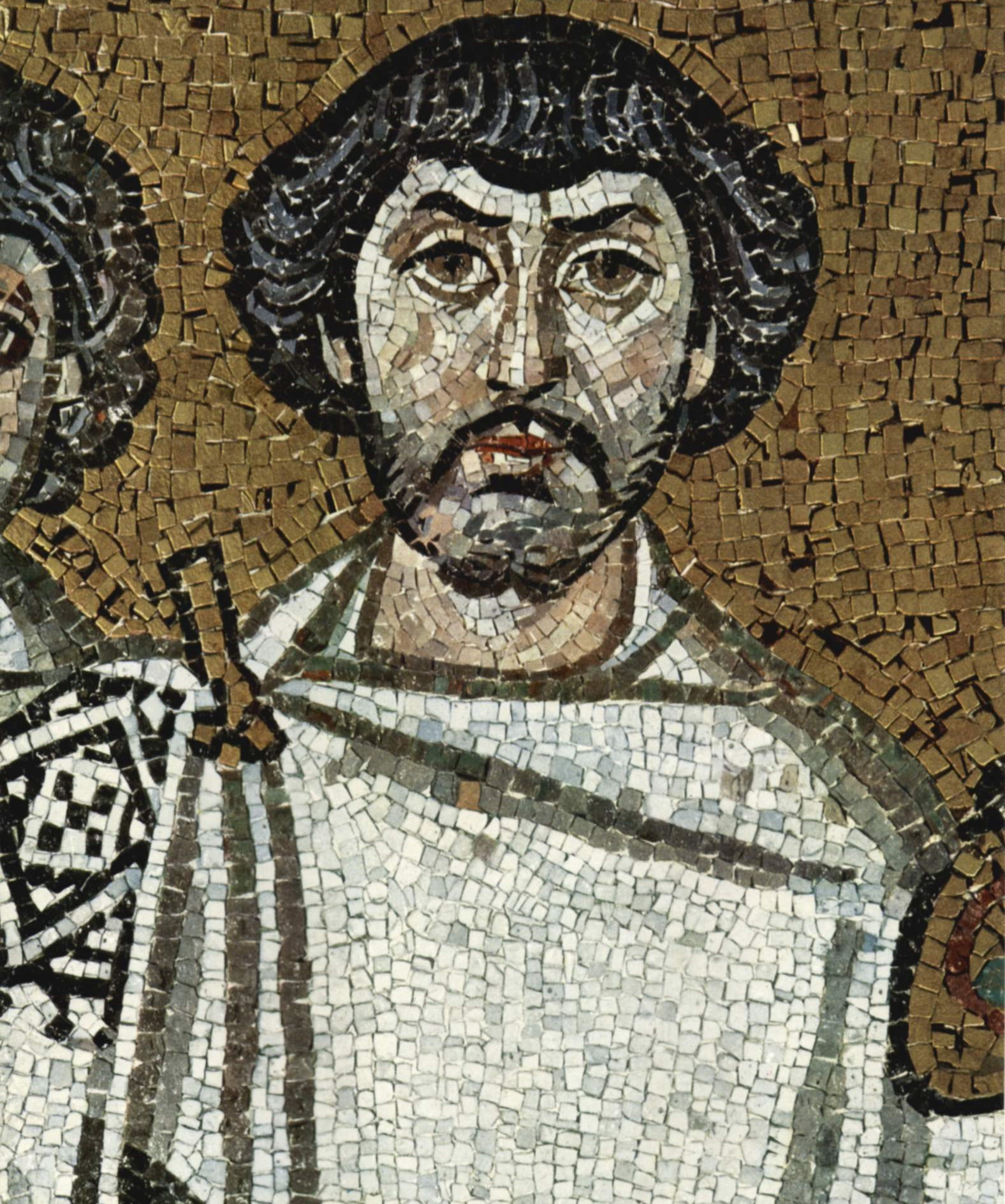
Darstellung Belisars (?) auf einem zeitgenössischen Mosaik aus San Vitale in Ravenna

Belisar (lateinisch Flavius Belisarius, altgriechisch Βελισάριος Belisarios; * um 500/505; † 565) war ein oströmischer Heermeister (magister militum) des Kaisers Justinian. Laut seinem langjährigen Mitarbeiter, dem Historiker Prokopios von Caesarea, stammte er vom lateinischsprachigen Balkan, aus der Stadt Germania (heute Saparewa Banja in Bulgarien), die zwischen Thrakien und dem Illyricum lag. Er spielte eine bedeutende Rolle als General in den Kriegen Justinians: In der Schlacht bei Dara besiegte er 530 ein großes persisches Heer, 534 gelang ihm überraschend die Zerschlagung des Vandalenreichs, und anschließend war er an der zeitweiligen Rückeroberung Italiens im Gotenkrieg beteiligt.

## Leben
Als Offizier in der privaten Leibgarde (lateinisch bucellarii) Justinians befand sich Belisar schon früh im Gefolge des künftigen Kaisers und war ihm auch persönlich verpflichtet. Wahrscheinlich verband beide auch die gemeinsame Muttersprache Latein. Als Justinian im Sommer 527 alleiniger Augustus wurde, erhob er Belisar zunächst zum dux Mesopotamiae und etwas später dann zum magister militum per Orientem, also zum Oberbefehlshaber im 526 ausgebrochenen Krieg gegen die persischen Sassaniden (siehe auch Römisch-Persische Kriege). Bereits 527 wurde Prokopios von Caesarea Belisars Sekretär; er sollte ihn über die folgenden Jahre begleiten und später bedeutende historische Schriften verfassen, die zugleich die wichtigste Quelle zu Belisar darstellen.
530 konnte Belisar eine große persische Armee in der Schlacht bei Dara schlagen; dies war der erste römische Sieg über die Sassaniden in einer offenen Feldschlacht seit Jahrzehnten. Der Erfolg begründete Belisars Ruhm, doch bereits ein Jahr später musste er bei Callinicum in einem vermeidbaren Gefecht empfindliche Verluste hinnehmen. Justinian bestellte seinen magister militum zu sich, um die Vorwürfe, Belisar habe versagt, prüfen zu lassen (Prokopios' Behauptung, der Kaiser habe Belisar zu sich gerufen, weil er 531 bereits heimlich plante, den General 533 gegen die Vandalen einzusetzen, ist leicht als fadenscheinige Vertuschung dieses Umstands zu erkennen). Die Anwesenheit Belisars in der Nähe Justinians erwies sich für den Kaiser als Glücksfall: Anfang 532 schlug Belisar den Nika-Aufstand in Konstantinopel blutig nieder. Die Zirkusparteien der Blauen und Grünen hatten sich dazu vereinigt und im Hippodrom den Gegenkaiser Hypatius ausgerufen. Nach einigem Schwanken entschied sich Belisar, die Usurpation nicht zu unterstützen: Während Justinians primicerius Narses mit den Aufständischen verhandelte und die Parteien zu spalten versuchte, drang Belisar mit Truppen ins Hippodrom ein, metzelte die dort versammelten Aufständischen nieder, löste eine Massenpanik aus und rettete so Justinian den Kaiserthron. Damit gelang es ihm, die Gunst des Herrschers zurückzugewinnen. Etwa 30.000 Menschen starben.
Außenpolitisch spielte Belisar nach dem vorläufigen Ende des Perserkrieges eine maßgebliche Rolle bei Justinians militärischen Interventionen im einstigen Westen des Imperium Romanum. Mit einem Heer von ca. 15.000 Mann (wobei unklar ist, ob sich diese Zahl einschließlich der inzwischen mehrere tausend Mann zählenden „Leibgarde“ Belisars versteht) setzte er 533 nach Africa über und vernichtete dort durch die Schlachten von Ad Decimum und Tricamarum mit Glück und völlig überraschend das Vandalenreich. Für diese Glanzleistung, die eine 175-jährige oströmische Herrschaft in Africa begründete, wurde ihm eine Art  Triumphzug gewährt – der erste seit fast 500 Jahren, der nicht von einem Kaiser angeführt wurde –, allerdings musste Belisar, der sich in Karthago auf den Königsthron gesetzt hatte, vor dem Kaiserpaar niederknien. Offenbar sollte ihm seine Rolle als Nachgeordneter bewusst gemacht werden, der den Sieg lediglich im Namen des Herrschers errungen hatte. Jüngst ist überdies vorgeschlagen worden, dass die Zeremonie nicht nur die Ehrung, sondern zugleich auch die Erniedrigung des übermütigen Feldherrn zum Ziel gehabt habe (Börm 2013).

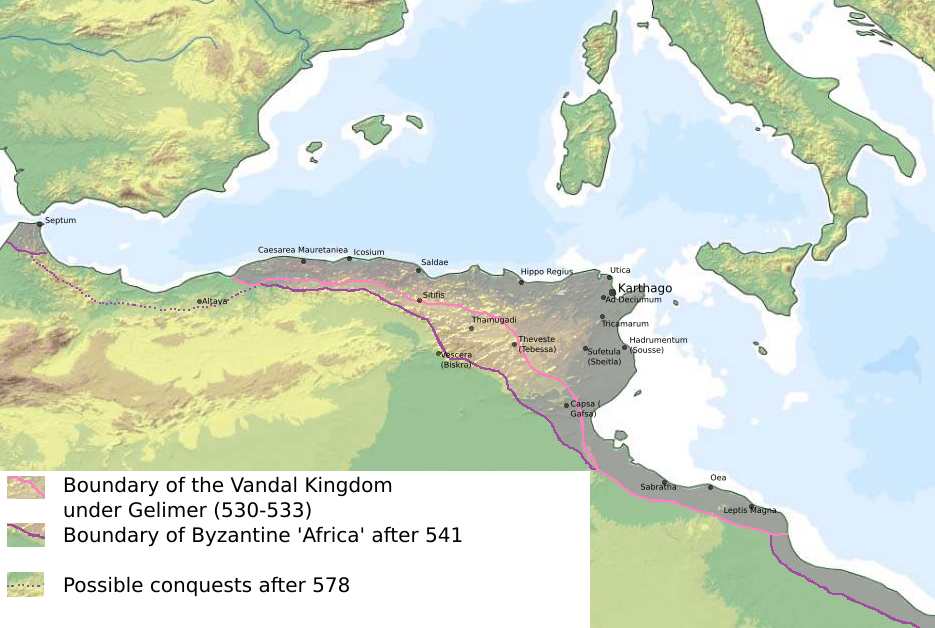
Das oströmische/byzantinische Nordafrika im Vergleich zum Vandalenreich

Wichtigste Quelle ist Prokopios von Caesarea (Prokop), der Belisar auf seinen Stationen von 527 bis in die frühen 540er Jahre als assessor begleitete. Er bewunderte Belisar zunächst, verachtete aber dessen untreue Frau Antonina, die zudem eine Freundin der Kaiserin Theodora I. war, die Prokop offenbar mit ganzer Inbrunst hasste. Später machte Prokop Belisar schwere Vorwürfe: Belisar habe sich gegenüber seiner Frau nicht durchsetzen können und sei zudem in Italien oft unentschlossen gewesen; offenbar war Belisar in politischen Angelegenheiten weniger versiert als in militärischen. Diese Kritik schlug sich massiv in Prokops Geheimgeschichte nieder, teils aber auch schon in seinen Kriegsgeschichten. Viele Forscher nehmen an, Prokop und viele Senatoren hätten gehofft, Belisar werde gegen den unbeliebten Justinian aufbegehren oder zumindest Kaiser des Westens werden; als der Feldherr dem Kaiser treu blieb, sei die Begeisterung in Ablehnung umgeschlagen.
Von 535 bis 540 kämpfte Belisar im Gotenkrieg in Italien und focht zudem in Africa gegen den Rebellen Stotzas. Dabei wurde er unter anderem von seinem Leibwächter Traianus begleitet. Belisar verteidigte das Reich ab 541 zudem abermals gegen die Sassaniden. Justinian vertraute seinem bisherigen Freund Belisar spätestens seit 540 dennoch nicht mehr vollkommen: Zu sehr schien der so erfolgreiche General zu einer Bedrohung des Kaisers zu werden. Es war daher schon während des Afrikafeldzugs zu Verstimmungen gekommen, dann aber vor allem wegen Belisars Verhalten in Italien, wo er zwar 540 kampflos Ravenna einnahm, aber zuvor die Kaiserwürde des Westens aus der Hand der Ostgoten (angeblich zum Schein) angenommen hatte, was Justinian zutiefst verärgerte. Belisar unterwarf sich seinem Herrscher, verzichtete auf das Kaisertum des Westens und wurde nach Konstantinopel zurückgerufen; eine Belobigung wie nach dem Vandalensieg wurde ihm aber verwehrt. Immerhin wurde er 541 erneut in den Orient entsandt, um die kaiserlichen Truppen im wieder ausgebrochenen Krieg gegen die Perser zu führen, die 540 den 532 geschlossenen Ewigen Frieden gebrochen hatten. Belisar konnte die römische Front zwar stabilisieren, spektakuläre Erfolge aber blieben aus, und eine römische Offensive scheiterte vor Nisibis. Dennoch wurde der Feldherr von den Bewohnern des römischen Orients gefeiert und hielt offenbar eine Siegesparade in Antiochia ab (vgl. Laniado 2010).

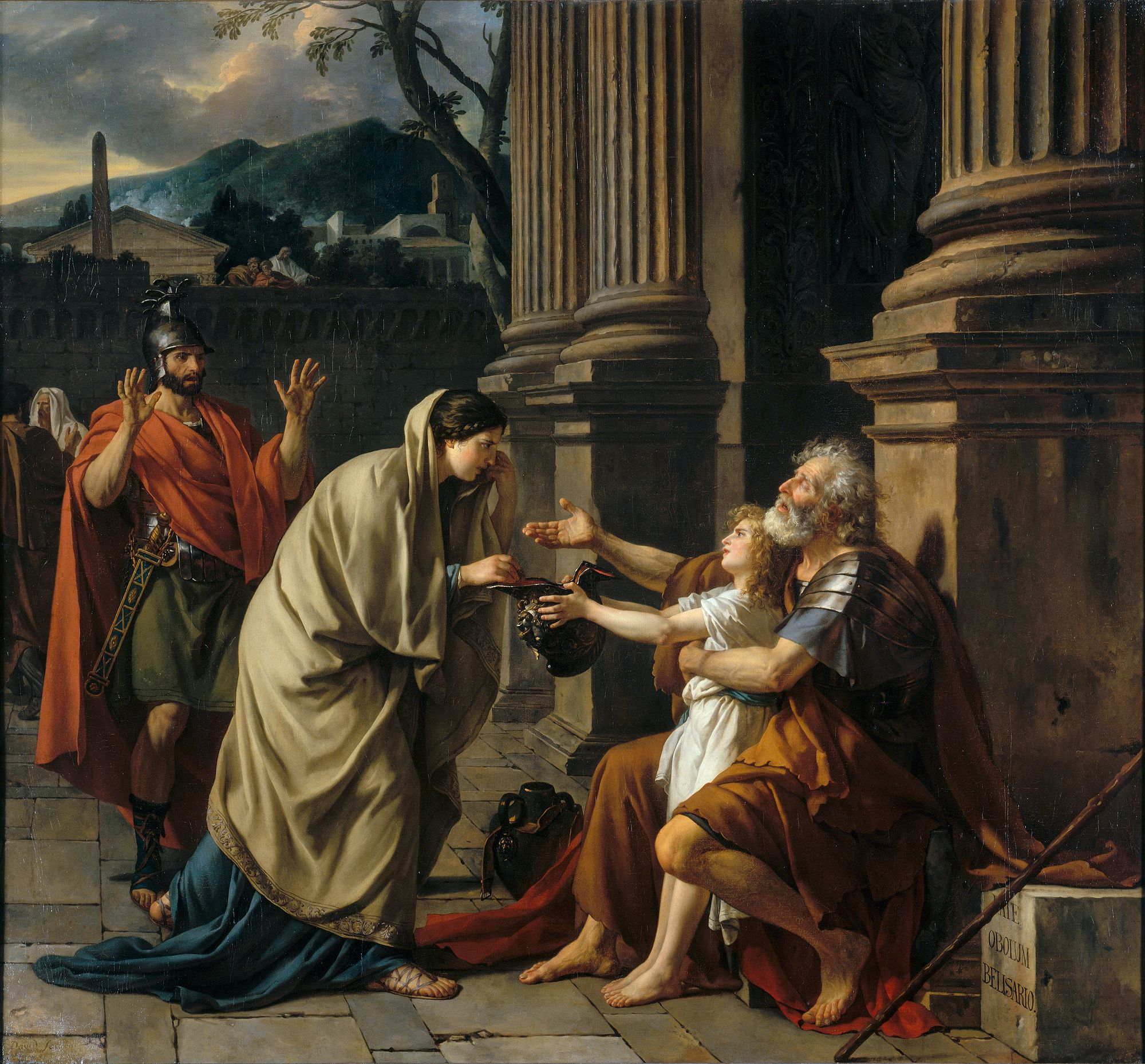
Belisar als Bettler auf einem Gemälde von Jacques-Louis David

Seit 542 war Belisar dann nicht mehr magister militum, blieb aber patricius und wurde 544 zum comes sacri stabuli ernannt. Während seines zweiten Italienfeldzugs (544–548) verließen Belisar Glück und Talent, daneben fehlte es ihm massiv an Soldaten, da diese im Osten gegen die Sassaniden gebraucht wurden. Er wurde schließlich abberufen (den entscheidenden Sieg über die Ostgoten errang 552 sein Rivale Narses). Einige Jahre später hatte Belisar allerdings Gelegenheit, ein letztes Mal sein militärisches Talent zu demonstrieren: Er verteidigte die Hauptstadt 559 erfolgreich mit einer eilig aufgestellten Truppe gegen einen Angriff von Kutriguren. 562 wurde er beschuldigt, an einer Verschwörung gegen Justinian beteiligt gewesen zu sein. Nach einigen Monaten Hausarrest wurde er aber im Sommer 563 vollständig rehabilitiert. Er starb im März 565, wahrscheinlich in Konstantinopel, wenige Monate vor seinem Kaiser. Dieser war von Belisar zum Erben eingesetzt worden, obwohl Antonina noch am Leben war.

## Legende und Rezeption
Belisar regte früh die Phantasie der Menschen an. Das Belisar-Epos überliefert die (unhistorische) Legende, der große Feldherr sei als blinder Bettler unter der Porta Pinciana in Rom gestorben – vermutlich ein Reflex auf die Hochverratsanklage von 562. Eine anonyme Fassung der Belisar-Legende, die Ἱστορία τοῦ Βελισαρίου, ist aus der Zeit der kretischen Renaissance in griechischer Sprache überliefert. Die Oper Belisario von Gaetano Donizetti wurde am 4. Februar 1836 im Teatro La Fenice in Venedig uraufgeführt.
Von Hedwig Dransfeld stammt das Gedicht "Belisar", das auch die Legende der Erblindung aufgreift.
In dem Historienfilm Kampf um Rom wird Belisar von Lang Jeffries dargestellt.
In der im Juni 2015 veröffentlichten Erweiterung Total War: Attila – The Last Roman zum PC-Strategiespiel Total War: Attila sind die Feldzüge Belisars im Westen nachspielbar, an dessen Ruf als „letzter Römer“ auch der Titel der Spielerweiterung angelehnt ist.

### Moderne Romane mit Belisar als Hauptfigur
- Paolo Belzoni: Belisarius. Glory of the Romans. Arx 2011.
- Eric Flint, David Drake: Belisarius-Zyklus. Baen, 1998–2006.
- Robert Graves: Count Belisarius. Cassells 1938, Penguin Taschenbuch 1954 ff.